# Sevim Arbana
Sevim Arbana (ur. 1951) – albańska działaczka na rzecz praw człowieka oraz praw kobiet, w 2005 roku nominowana do Pokojowej Nagrody Nobla.

## Życiorys
Podczas rządów Envera Hodży w Albanii, rodzina Sevim Arbany była represjonowana przez władze; ona sama z powodów politycznych miała problem z kontynuacją nauki na Akademii Sztuk Pięknych w Tiranie.
W 1991 roku została zatrzymana przez jugosłowiańską milicję na terenie Kosowa z powodu swojej działalności społecznej. W 1993 roku założyła pozarządową organizację Useful to Albanian Women, która zajmuje się pomocą kobietom będącymi ofiarami przemocy domowej bądź wykorzystywania seksualnego, porzuconymi przez partnerów oraz zmagającymi się z trudną sytuacją ekonomiczną.
Z jej inicjatywy powstał także jeden z ośrodków rehabilitacyjnych dla dzieci oraz zbudowano szklarnię, w której hodowano kwiaty, rozdawane następnie ludziom w celu szerzenia przesłania pokoju w trakcie wojny w Kosowie. Arbana przeprowadziła także kampanię sprzeciwiającą się handlowi ludźmi w Albanii. Podczas trwającej w latach 1996–1999 wojny w Kosowie pomogła ponad 3,8 tys. kosowskim Albańczykom poprzez zapewnienie im żywności, schronienia i pomocy humanitarnej; pomocy udzielano także ofiarom trwającej wojny. Po zakończeniu konfliktu Arbana założyła ruch pokojowy Women Bridge for Peace and Understanding, współpracujący z różnymi grupami etnicznymi zamieszkującymi Serbię, Czarnogórę, Macedonię Północną, Kosowo oraz Albanię.
W 2005 roku została nominowana do Pokojowej Nagrody Nobla. Współpracowała z Erionem Veliajem, zanim ten zaangażował się w działalność polityczną.
Poza działalnością społeczną była krytyczką literatury i publikowała liczne artykuły oraz pisała powieści. Pracuje też w wydawnictwie Naim Frasheri.

## Kontrowersje
29 stycznia 2019 roku Sevim Arbana poinformowała w jednym z programów telewizyjnych o incydencie z udziałem premiera Ediego Ramy; w czerwcu 2013 (na około tydzień przed wyborami parlamentarnymi) w jednym z hoteli polityk miał uszczypnąć kobietę, doprowadzając ją do płaczu. Rama pozwał działaczkę społeczną na kwotę 1 miliona leków za zniesławienie; według Arbany, przytoczony przez nią incydent był powszechnie znany w świadomości społeczeństwa. Dorian Matlija, obrońca Sevim Arbany, argumentował, że sprawa została wniesiona nie przez samego premiera, a w jego imieniu zrobiła to prokurator Enkelejda Mca. Sam Edi Rama był szeroko krytykowany z powodu wykorzystania procesów sądowych do uciszenia krytyków.

## Życie prywatne
Jej ojciec w 1939 roku wstąpił do albańskiego ruchu oporu walczącego przeciwko włoskiej okupacji, a w 1943 roku do Legaliteti; po II wojnie światowej był represjonowany przez władze komunistyczne, m.in. został skazany na okres 10 lat pozbawienia wolności, gdyż uznano go za wroga ludu.